# Wissenschaftsjahr 1529
Liste der Wissenschaftsjahre

◄◄ | ◄ | 1525 | 1526 | 1527 | 1528 | Wissenschaftsjahr 1529 | 1530 | 1531 | 1532

Weitere Ereignisse
Dieser Artikel behandelt das Wissenschaftsjahr 1529.

## Ereignisse

### Biowissenschaften

#### Medizin
- 1528/1529: Die Krankheit Englischer Schweiß bricht neuerlich epidemisch aus. Sie fordert nicht nur in England, sondern auch in Deutschland, den Niederlanden, Skandinavien und Osteuropa bis Russland tausende Todesopfer.[1] Euricius Cordus „veröffentlicht darüber den ersten medizinischen Druck in der Geschichte der Universität Marburg: Regiment wider den Englischen Schweiß“.[2][3]
- Bei Simon de Colines in Paris erscheint Galenos Werk De atra bile liber über die „schwarze Galle“ (atra bile). Es handelt sich um die lateinische Übersetzung des ursprünglich griechischen Textes durch Johann Winter von Andernach. In diesem Werk untersucht Galenos die Eigenschaften und Auswirkungen der schwarzen Galle, die in der antiken Medizin als eine der vier Körpersäfte galt und mit verschiedenen Krankheiten und Gemütszuständen in Verbindung gebracht wurde.[4]
- In Lyon wird von Antoine Blanchard das Buch Libelli duo de morbo gallico gedruckt. Das Werk enthält zwei Abhandlungen über die Behandlung der damals als „morbus gallicus“ bezeichneten Syphilis. Die erste Abhandlung stammt von Juan de Almenar, einem spanischen Arzt aus Valencia, trägt den Titel Opusculum perutile de curatione morbi gallici und wurde erstmals 1502 in Venedig veröffentlicht. Die zweite Abhandlung wurde von Niccolò Leoniceno, einem italienischen Arzt und Gelehrten, verfasst und trägt den Titel De curatione morbi quem Itali gallicum, Galli vero Neapolitanum vocant. Sie erschien erstmals 1497 in Venedig.[5]
- Paracelsus beginnt mit der Arbeit an seinem Buch Paragranum.

### Geisteswissenschaften

#### Geschichte
- Peter Stern von Labach verfasst eine präzise Chronik über die Verteidigung der Stadt Wien während der ersten Belagerung im September und Oktober 1529 durch die Türken. Am 14. Oktober wird die Belagerung nach gescheitertem Hauptangriff abgebrochen, und bereits am 12. November veröffentlicht Hieronymus Vietor, der damals bedeutendste Wiener Drucker, Stern von Labachs Augenzeugenbericht. Dieser bildet unter anderem die Basis eines langen Gedichtes von Hans Sachs vom 21. Dezember 1529.
- Der englische Drucker, Autor, Politiker und Anwalt John Rastell veröffentlicht das Buch The Pastyme of People, the Chronydes of dyvers Realmys and most specially of the Realme of England. Das Werk bietet eine chronologische Übersicht über die Geschichte verschiedener Königreiche, mit besonderem Fokus auf England bis zur Herrschaft von Richard III.[6]

#### Pädagogik
- 24. Mai: Johannes Bugenhagen gründet in Hamburg die Gelehrtenschule des Johanneums als Lateinschule.

#### Philosophie
- Henry Cornelius Agrippa von Nettesheim verfasst in Dole seine Declamatio de nobilitate et praecellentia foeminei sexus (dt. Von Adel und Vorrang des weiblichen Geschlechts), die in Antwerpen gedruckt wird.[7] Themen sind historische Leistungen von Frauen, Erziehungskritik und vieles mehr. Das Buch gilt als eine der frühesten feministischen Schriften in der westlichen Philosophie.[8]

#### Musikwissenschaften
- Martin Agricola veröffentlicht das Buch Musica instrumentalis deudsch.[9] Das Buch ragt als Forschungsarbeit über Musikinstrumente und eines der wichtigsten Werke der frühen Orgelkunde aus Agricolas Werk heraus. Neben der Beschreibung von Instrumenten behandelt Agricola auch grundlegende musiktheoretische Konzepte, einschließlich der Notation und des Zusammenspiels verschiedener Instrumente und der Anwendung der damals gebräuchlichen Mensuralnotation.[10]

### Ingenieurwissenschaften

#### Bauingenieurwesen
- Michelangelo wird während der Belagerung durch die Truppen von Papst Clemens VII. mit dem Ausbau der Befestigungsanlagen von Florenz beauftragt. In dieser Funktion entwirft er verschiedene Verteidigungswerke und erstellt detaillierte Zeichnungen der Befestigungsanlagen.[11][12]
- Der Venezianer Luigi Roncinotto berichtet über das Scheitern eines Versuchs des Osmanischen Reiches, den sogenannten Bubastis-Kanal, einen Kanal zwischen dem Roten Meer und dem Nil, wiederherzustellen.[13]

#### Drucktechnik
- Geoffroy Tory veröffentlicht in Paris bei Gilles de Gourmont sein Werk Champfleury, in welchem er die Buchstaben des Alphabets mit den Proportionen des menschlichen Körpers in Verbindung bringt und neue typographische Druckbuchstaben entwickelt (Akzente, Apostroph, Cedille). Diese werden bis heute im Französischen verwendet.[14][15]

### Kulturwissenschaften

#### Romanistik
- Der italienische Dichter, Sprachforscher und Humanist Gian Giorgio Trissino veröffentlicht seine Bücher Il castellano und Le sei divisioni delle poetica. Das Buch Il castellano ist ein Dialog über die Entwicklung und Standardisierung der italienische Sprache.[16] Das Buch Il castellano und Le sei divisioni delle poetica ist ein Traktat über die Dichtkunst.[17]

### Naturwissenschaften

#### Astronomie
- Unter dem Titel De natura rerum et temporum ratione libri duo druckt Heinrich Petri in Basel das naturwissenschaftliche Werk De natura rerum des frühmittelalterlichen Gelehrten Beda Venerabilis.[18] In dem Buch werden Teilbereiche der Kosmologie (die Erde und die Himmelskörper) und eine Meteorologica im Sinne des Aristoteles behandelt.

#### Chemie
- Die alchemistische Schrift Kunst- und recht Alchämei-Büchlein erscheint in Worms. Das Buch bietet Einblicke in die alchemistischen Praktiken und Theorien der Zeit.[11][19]

#### Geographie

##### Kartographie
- Diego Ribero erstellt 1529 eine Weltkarte, die sich heute in der Bibliotheca Apostolica Vaticana befindet. Diese Karte weist nach der Meinung der meisten Kartografiehistoriker eine große Übereinstimmung mit dem Padrón Real auf. Sie enthält einen Text mit einer Inhaltsangabe und einem Hinweis auf den Autor: Carta universal en que se contiene todo lo que del mundo se ha descubierto fasta agora. Hizola Diego Ribero, cosmógrafo de Su Majestad. Año de 1529, en Sevilla. La cual se divide en dos partes conforme a la capitulación que hicieron los Católicos Reyes de España y el Rey Don Juan de Portugal en Tordesillas, Año de 1494. (Universalkarte die alle Teile der Welt enthält die bis heute entdeckt wurden. Hergestellt von Diego Ribero, Kosmograf Seiner Majestät. Im Jahre 1529 in Sevilla. Welche in zwei Teile geteilt ist, gemäß der Übereinkunft die die Katholischen Könige von Spanien und König Johann von Portugal im Jahr 1494 vereinbart haben.)[20]

### Sozialwissenschaften

#### Rechtswissenschaften
- Gregor Haloander, der 1527 aus Italien nach Deutschland zurückkehrte, betreut die Drucklegung seines Hauptwerkes Digestorum seu Pandectarum libri quinquaginta, das 1529 in Nürnberg in drei Bänden erscheint.[21] Es handelt sich um eine Edition und Kommentierung der Digesten oder Pandekten, einer Sammlung römischer Rechtsquellen, die im 6. Jahrhundert unter Kaiser Justinian I. zusammengestellt wurde.

Wissenschaftliche Werke 1529
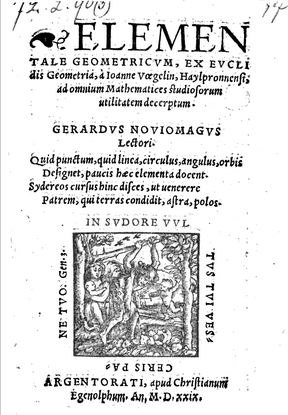
Johannes Vögelin – Elementale geometricum ex Euclidis Geometria(1529)
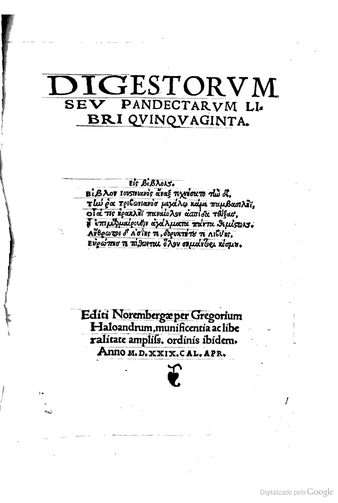
Gregor Haloander – Digestorum seu Pandectarum libri quinquaginta(1529)
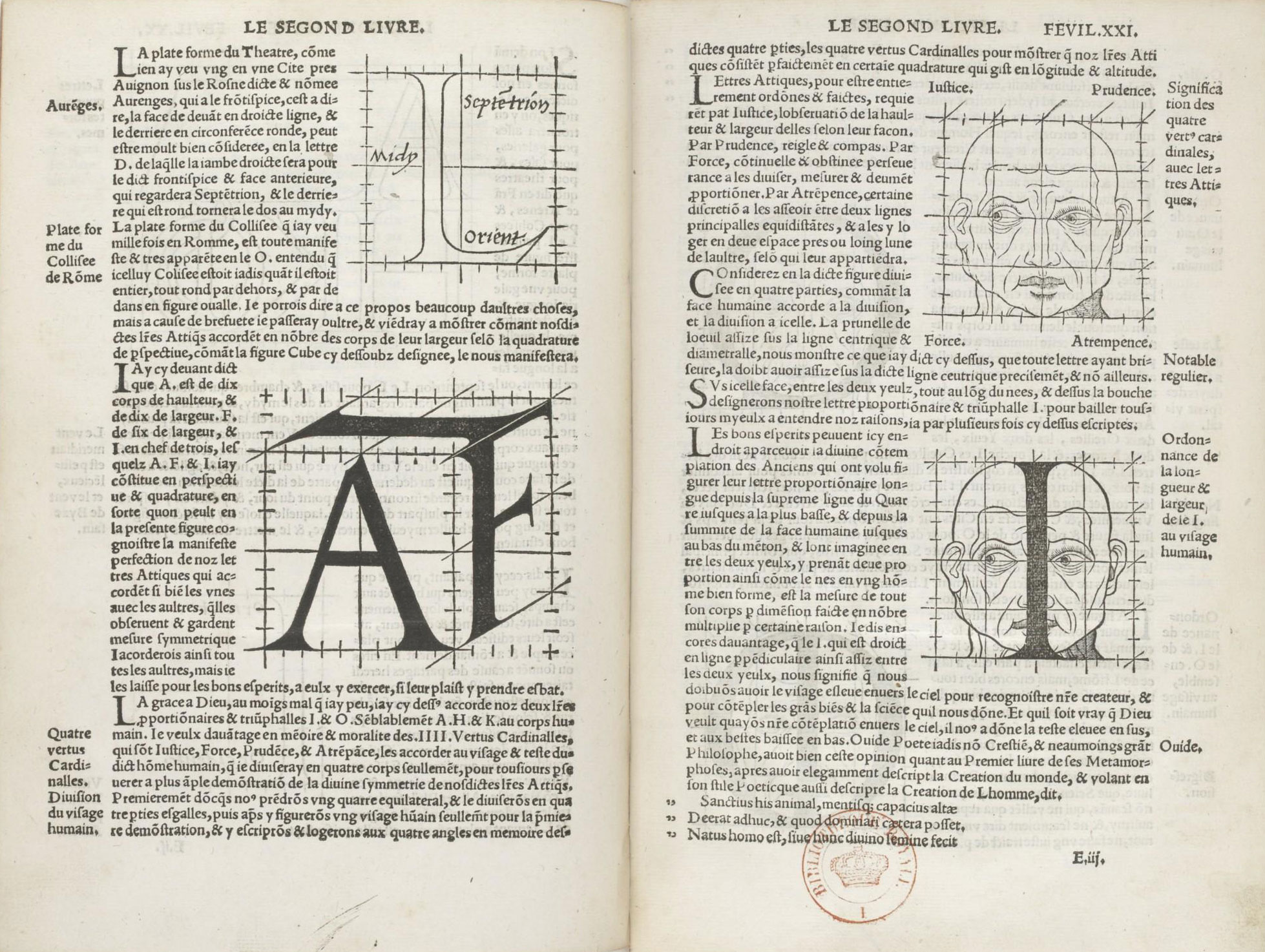
Geoffroy Tory – Abbildungen aus Champfleury (1529)
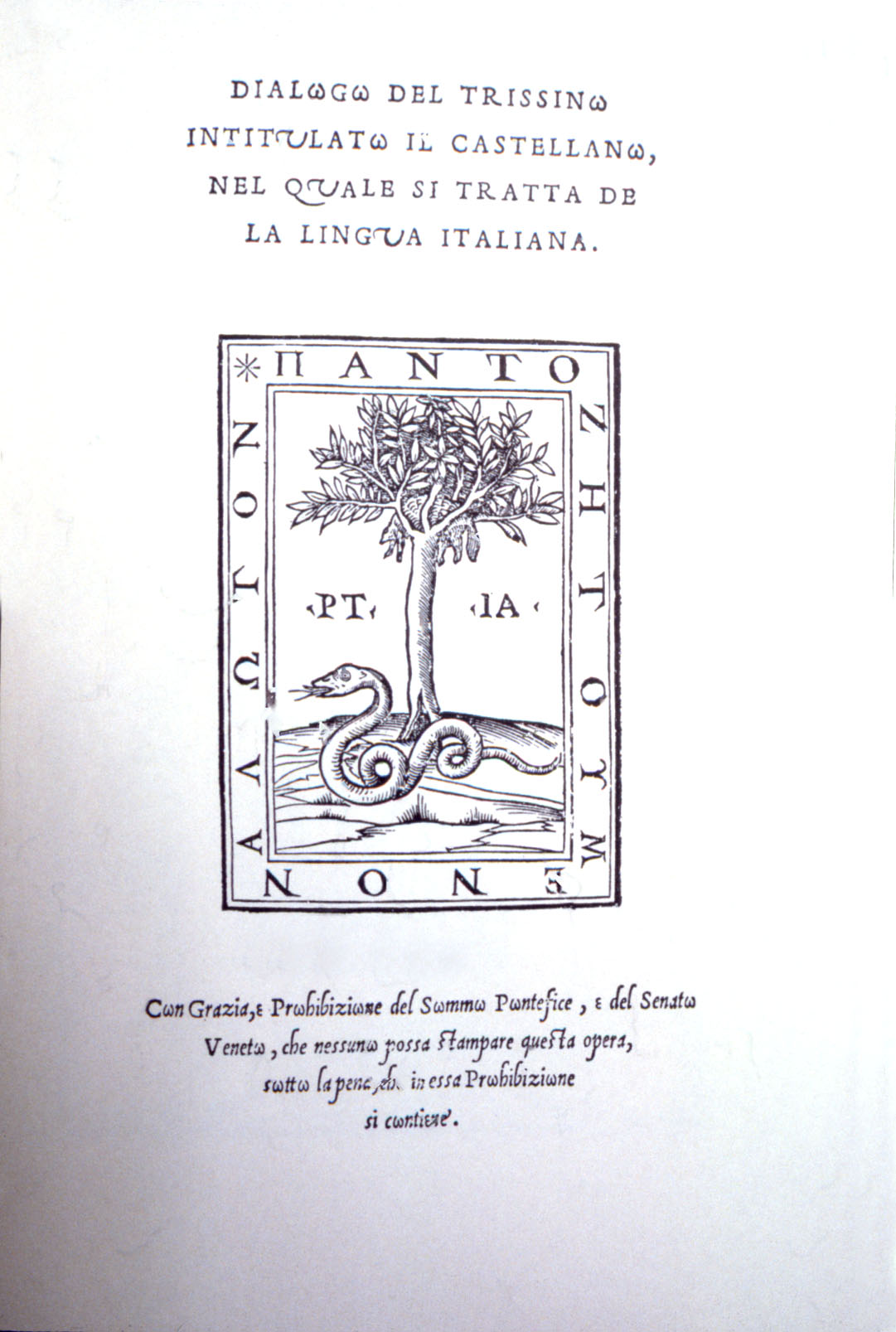
Gian Giorgio Trissino – Il castellano (1529)
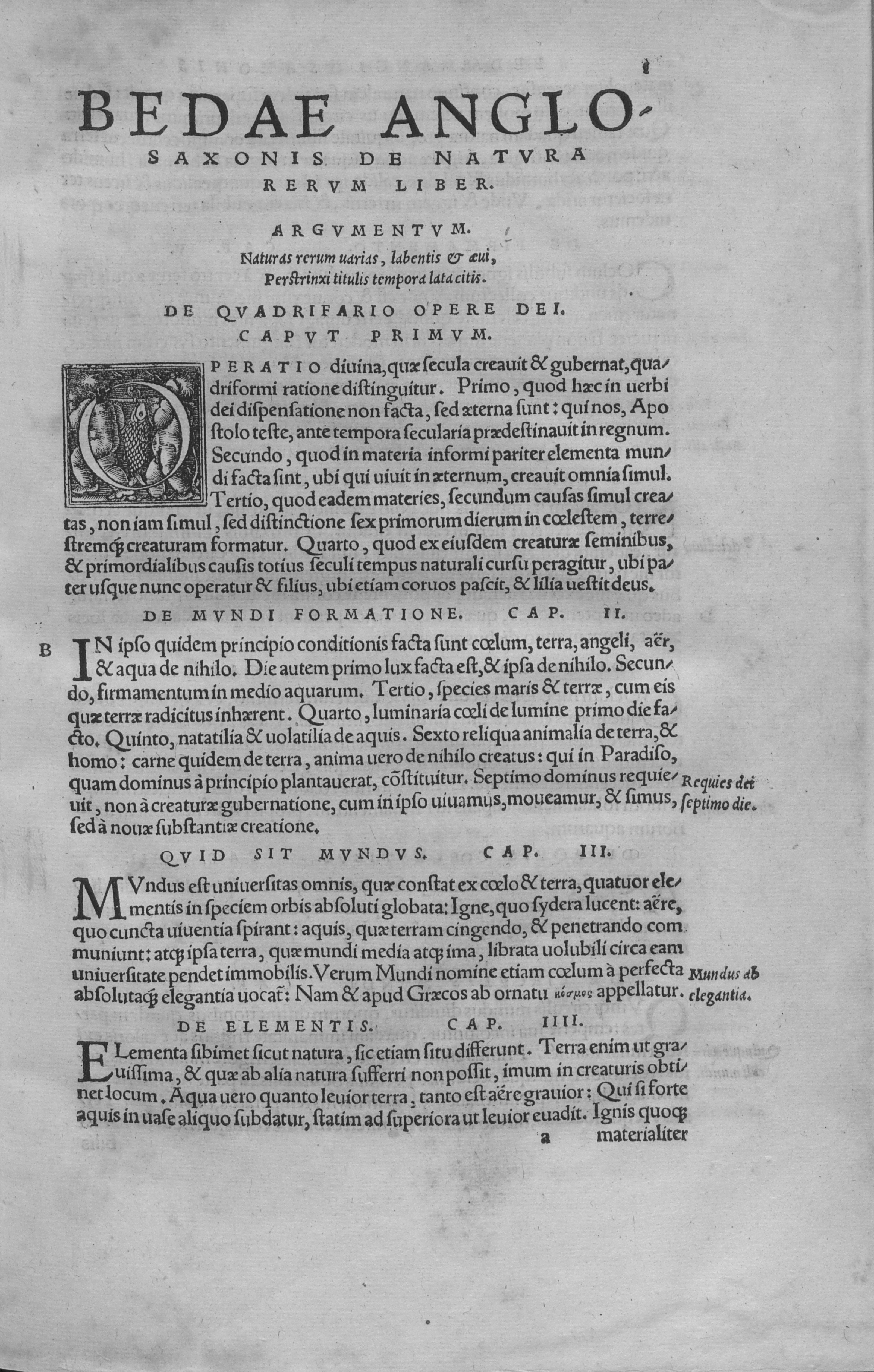
Beda Venerabilis – De natura rerum (1529)

## Geboren

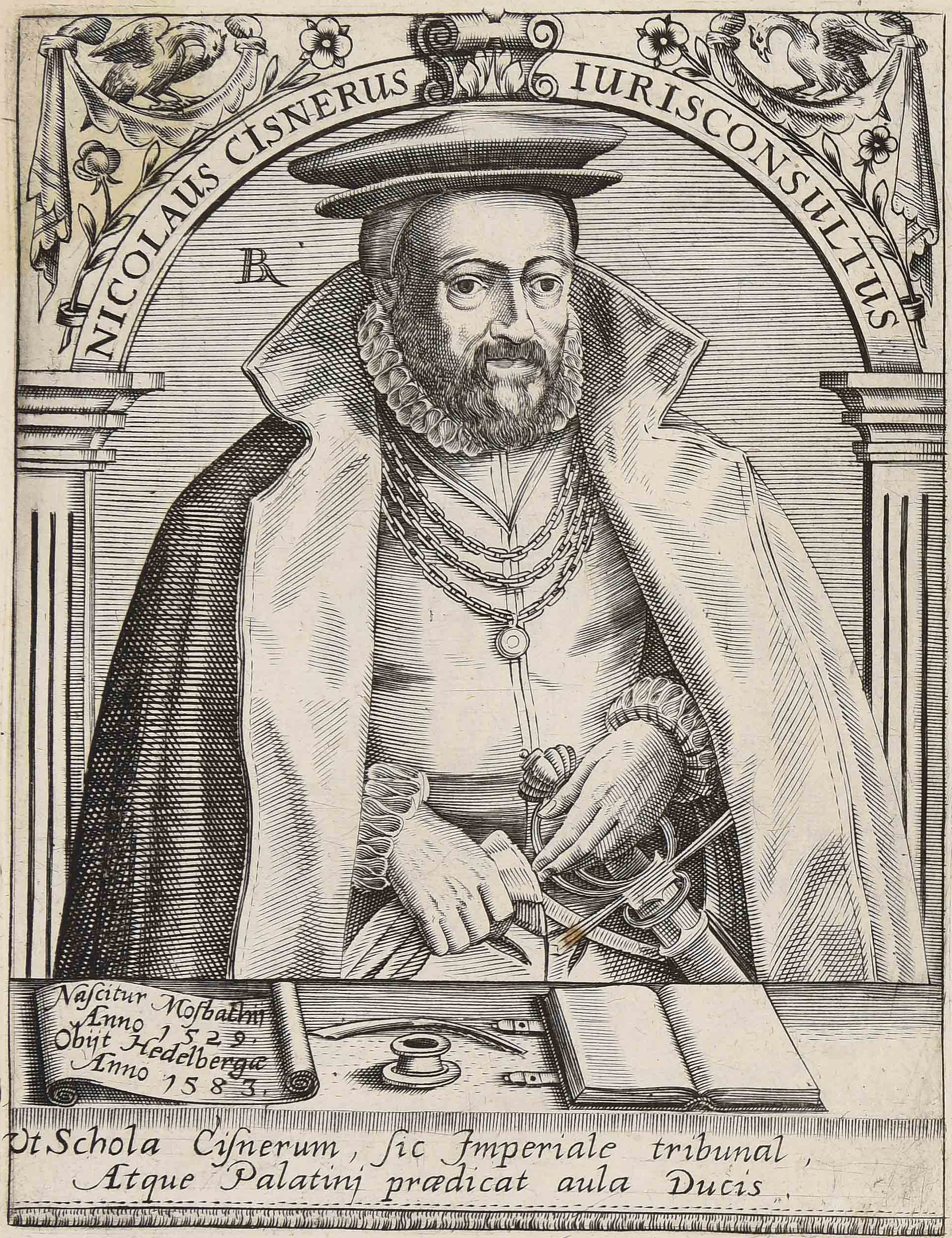
Nikolaus Cisnerus; * 24. März

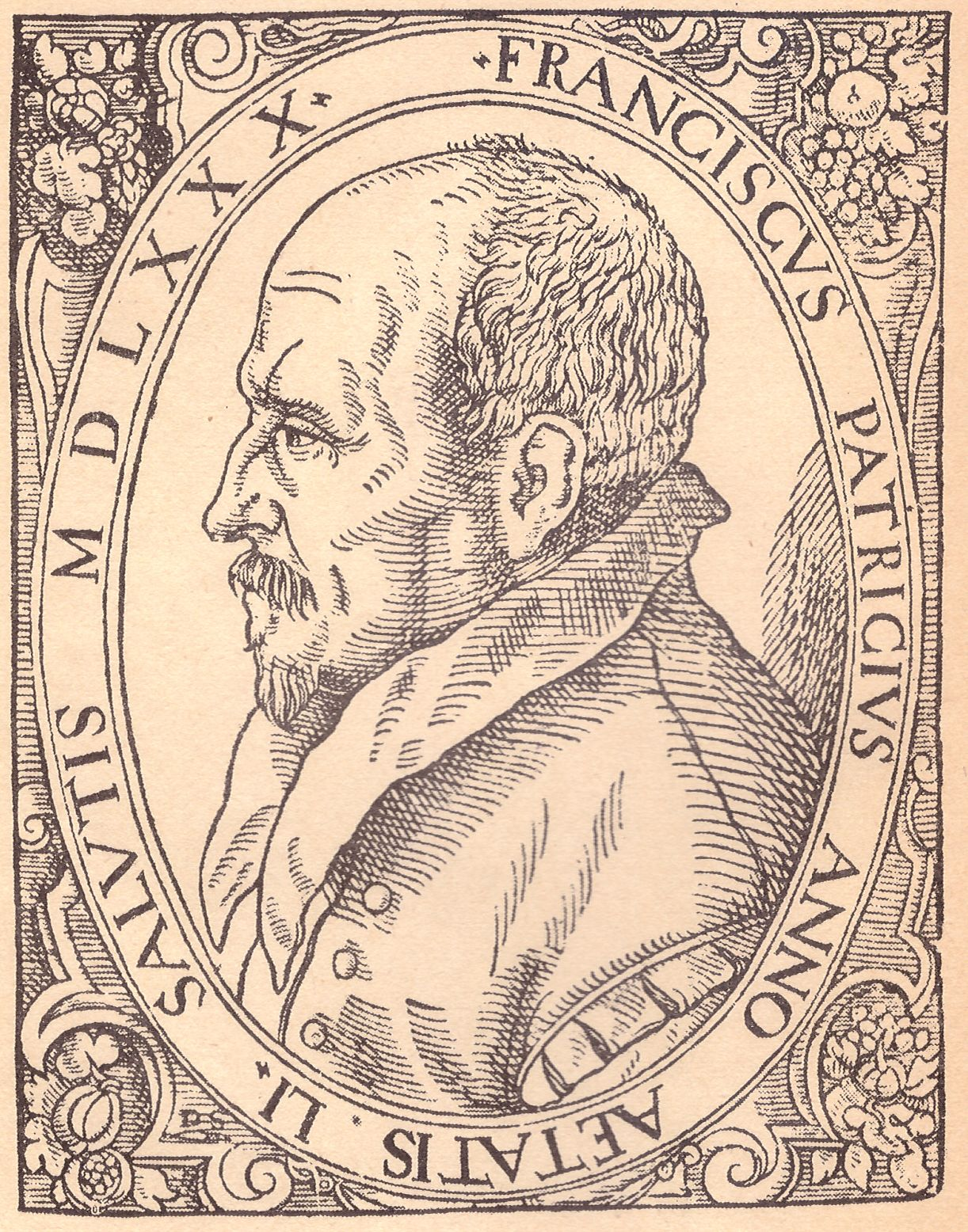
Francesco Patrizi da Cherso; * 25. April

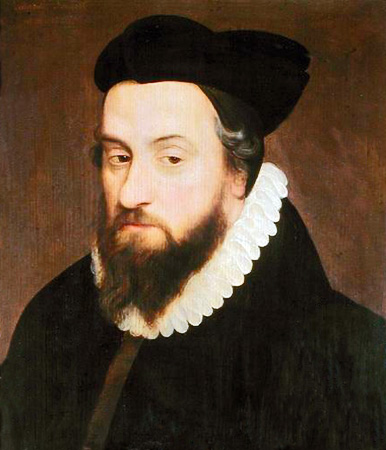
Laurent Joubert; * 16. Dezember

### Geburtsdatum gesichert
- 20. März: Georg Handsch, deutsch-böhmischer Arzt und Humanist († 1578)
- 24. März: Nikolaus Cisnerus, deutscher Humanist, Jurist und Lyriker († 1583)
- 03. April: Michael Neander, deutscher Mathematiker, Philologe und Mediziner († 1581)
- 25. April: Francesco Patrizi da Cherso, venezianischer Humanist, Philosoph, Schriftsteller, Literatur-, Staats- und Geschichtstheoretiker, Militärwissenschaftler und Dichter kroatischer Abkunft († 1597)
- 27. April: Moritz Steinmetz, deutscher Gelehrter und Professor in Leipzig († 1584)
- 07. Juni: Étienne Pasquier, französischer Jurist und Literat († 1615)
- 15. Juni: Josua Maaler, Schweizer Pfarrer und Lexikograf († 1599)
- 28. September: Abraham Buchholzer, deutscher evangelischer Theologe, Pädagoge und Historiker († 1584)
- 11. Oktober: Christian Calenus, deutscher Mathematiker, Mediziner, Historiker und Dichter († 1617)
- 11. Dezember: Fulvio Orsini, italienischer Späthumanist, Altertumsforscher („Antiquar“) und Bibliothekar († 1600)
- 16. Dezember: Laurent Joubert, französischer Mediziner, Chirurg und Kanzler der Medizinischen Fakultät der Universität von Montpellier († 1582)

### Genaues Geburtsdatum unbekannt
- Guillaume Des Autels, französischer Dichter und Romanist († um 1580)
- Castore Durante, italienischer Arzt und Botaniker († 1590)
- Paul Fabricius, Humanist, Mathematiker, Astronom, Botaniker, Geograph und Lyriker († 1589)
- Caspar Hennenberger, deutscher Pfarrer, Kartograf und Landeskundler († 1600)
- Tome de Jesus, portugiesischer Gelehrter und Schriftsteller († 1582)
- Juan Huarte de San Juan, spanischer Arzt und Philosoph († 1588)
- Samuel Quicchelberg, belgischer Autor und Begründer der Museumslehre in Deutschland († 1567)
- Antonio Maria Venusti, italienischer Mediziner († 1585)
- Justus Vultejus, deutscher Pädagoge und Philologe († 1575)

### Geboren um 1529
- Matthias Gunderam, deutscher evangelischer Theologe († 1564)

- John Halle, englischer Chirurg, Dichter und Autor medizinischer Abhandlungen († um 1566)
- David Voit, deutscher evangelischer Theologe († 1589)

## Gestorben

### Todesjahr gesichert
- 20. Januar: Gregor Breitkopf, deutscher Humanist (* um 1472)
- 23. März: Franz von Gaisberg, Abt und Bibliothekar des Klosters St. Gallen (* 1465)

- 17. April: Louis de Berquin, französischer Humanist, Jurist, Staatsbeamter, Sprachwissenschaftler und Reformator (* um 1485)
- 19. April: Johannes Cuspinian, Humanist, Dichter und Diplomat in habsburgischen Diensten (* 1473)

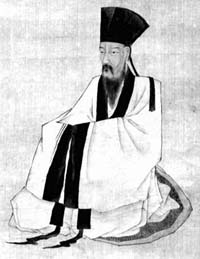
Wang Shouren; † 1529

### Genaues Todesdatum unbekannt
- Martin Berger, deutscher Mediziner (* um 1483)
- Hans von Gersdorff, deutscher Wundarzt (* um 1455)
- Herbord von der Marthen, Jurist und Humanist (* 1480)
- Álvaro de Saavedra, spanischer Seefahrer und Entdecker (* unbekannt)
- Peter Scheibenhart, deutscher Theologe und Rektor der Universität Heidelberg (* um 1478)
- Wang Shouren, chinesischer Philosoph neokonfuzianistischer Tradition (* 1472)